# Ji-Cheng Zhao
Ji-Cheng Zhao (* im 20. Jahrhundert) ist ein Hochschulprofessor in den Vereinigten Staaten mit der Spezialisierung auf Material- und Ingenieurwissenschaften.

## Werdegang
Den Angaben im Lebenslauf zufolge hat er an der Central South University in Changsha (Provinz Hunan, Volksrepublik China) 1985 erst einen Bachelor und 1988 einen Master in Material- und Ingenieurwissenschaften erworben. 1995 folgte die Promotion an der Lehigh University  in Bethlehem (Pennsylvania, USA). Anschließend war er bis 2007 in der freien Wirtschaft tätig, genauer: bei General Electric. Von 2008 bis 2019 wirkte er – zuerst als Associate Professor, ab 2010 als Professor am Institut für Material- und Ingenieurwissenschaften – an der Ohio State University im US-Bundesstaat Ohio. Unterbrochen wurde diese Zeit von 2014 bis 2017 für ein Engagement beim Energieministerium der Vereinigten Staaten (United States Department of Energy, DOE) in Washington, D.C. Seit 2019 ist er Lehrstuhlinhaber für Material- und Ingenieurwissenschaften am University of Maryland, College Park im Ostküstenbundesstaat Maryland.
In der wissenschaftlichen Datenbank Scopus hat er (mit Stand Juni 2022) mit 162 eigenen Veröffentlichungen, die in knapp 4600 Publikationen über 6700 mal zitiert wurden, einen h-Index von 42. Die Datenbank Researchgate führt ihn (mit Stand Juni 2022) mit 172 Veröffentlichungen, die über 6800 mal zitiert wurden. Mit knapp 9800 Zitationen bei Google Scholar liegt sein h-Index dort bei 51. Die Top-Veröffentlichung ist der über 770 mal zitierte Beitrag A review of very-high-temperature Nb-silicide-based composites aus dem Jahr 2003.

## Auszeichnungen
2018 gehörte er mit einem ultraschnellen Mikroskopieverfahren zu den Finalisten beim Berthold Leibinger Innovationspreis.
Im April 2022 hat er einen Humboldt-Forschungspreis der Alexander-von-Humboldt-Stiftung erhalten, der ihm einen Forschungsaufenthalt am Max-Planck-Institut für Eisenforschung (MPIE) und am Karlsruher Institut für Technologie (KIT) ermöglicht.

## Veröffentlichungen (Auswahl)
- mit BP Bewlay, MR Jackson, PR Subramanian: A review of very-high-temperature Nb-silicide-based composites, Metallurgical and Materials Transactions A 34 (10), 2043–2052.
- BP Bewlay, MR Jackson, PR Subramanian, MG Mendiratta, JJ Lewandowski: Ultrahigh-temperature Nb-silicide-based composites, MRS Bulletin 28 (9), 646–653
- mit Son-Jong Hwang, Robert C Bowman, Joseph W Reiter, Job Rijssenbeek, Grigorii L Soloveichik, Houria Kabbour, Channing C Ahn: NMR confirmation for formation of [B12H12]2- complexes during hydrogen desorption from metal borohydrides, The Journal of Physical Chemistry C 112 (9), 3164–3169
- mit Grigorii L Soloveichik, Yan Gao, Job Rijssenbeek, Matthew Andrus, Sergei Kniajanski, Robert C Bowman, Son-Jong Hwang: Magnesium borohydride as a hydrogen storage material: Properties and dehydrogenation pathway of unsolvated Mg(BH4)2, International Journal of Hydrogen Energy 34 (2), 916–928
- mit Grigorii Soloveichik, Jae-Hyuk Her, Peter W Stephens, Yan Gao, Job Rijssenbeek, Matt Andrus: Ammine magnesium borohydride complex as a new material for hydrogen storage: structure and properties of Mg(BH4)2·2NH3, Inorganic Chemistry 47 (10), 4290–4298